# Le Pénitencier de la peur
Pour plus de détails, voir Fiche technique et Distribution.
Le Pénitencier de la peur (The Man Who Turned to Stone) est un film de science-fiction horrifique américain réalisé par László Kardos et sorti en 1957.
Le scénariste Bernard Gordon (en), figurant sur la Liste noire de Hollywood à l'époque du maccarthysme, a été contraint de travailler sous le pseudonyme de « Raymond T. Marcus ».

## Synopsis
Deux travailleurs sociaux, le Dr Jess Rogers (Hudson) et Carol Adams (Austin), s'inquiètent du nombre de décès de jeunes femmes dans un centre de détention local pour jeunes femmes. Les détenues, par ailleurs en bonne santé, meurent d'insuffisance cardiaque ou de suicide. Les assistants sociaux découvrent que le directeur de la maison de détention est le Dr Murdock (Victor Jory).
Tracy, l'une des détenues, découvre un laboratoire caché. Ce laboratoire est la base d'un groupe de médecins sans éthique qui ont appris, il y a cent ans, à prolonger leur vie en drainant la vitalité des autres. Sans ces transfusions, ils commencent à se pétrifier lentement. Ils ont fait en sorte de se remplacer tout le personnel médical  d'une maison de redressement pour filles, assurant un approvisionnement régulier de jeunes corps vitaux dont ils se nourrissent.
Les deux travailleurs sociaux commencent une enquête discrète, qui finit par exposer les médecins et leurs crimes et sauver de futures victimes. 

## Fiche technique
- Titre français : Le Pénitencier de la peur[2]
- Titre original anglais : The Man Who Turned to Stone ou The Petrified Man
- Réalisation : László Kardos (sous le nom de « Leslie Kardos »)
- Scenario : Bernard Gordon (en) (sous le nom de « Raymond T. Marcus »)
- Photographie :	Benjamin H. Kline
- Montage : Charles Nelson
- Production : Sam Katzman, Harry Cohn
- Société de production : Clover Productions
- Société de distribution : Columbia Pictures
- Pays de production :  États-Unis
- Langue originale : anglais américain
- Format : Noir et blanc - 1,85:1 - Son mono - 35 mm
- Durée : 72 minutes
- Genre : Film de science-fiction horrifique
- Dates de sortie :
  - États-Unis : mars 1957
  - France : 2 octobre 1964[2]

## Distribution
- Victor Jory : Dr. Murdock
- William Hudson (en) : Dr. Jess Rogers
- Charlotte Austin : Carol Adams
- Jean Willes : Tracy
- Ann Doran : Mme Ford
- Paul Cavanagh : Cooper
- George Lynn : Dr. Freneau
- Victor Varconi : Dr. Myer
- Friedrich von Ledebur : Eric
- Tina Carver : Big Marge Collins
- Barbara Wilson : Anna Sherman
- Don C. Harvey : Mr. Griffin, le légiste (non crédité)
- Jean Harvey : Matron (non crédité)